# 千葉県道206号下総松崎停車場線
千葉県道206号下総松崎停車場線（ちばけんどう206ごうしもうさまんざきていしゃじょうせん）は、千葉県成田市大竹のJR成田線下総松崎駅前を起点とし、同じく成田市大竹の千葉県道18号成田安食線との交点を終点とする一般県道である。

## 路線データ
- 成田市大竹、JR下総松崎駅
- 成田市大竹、千葉県道18号成田安食線交点
- 総延長：0.141 km[1]
- 重用延長：なし
- 未供用延長：なし
- 実延長：0.141 km[1]
- Google マップ

## 通過する自治体
- 千葉県
  - 成田市

## 接続するおもな道路
- 千葉県道18号成田安食線（終点）